# Capela do Alto (kommun)
Capela do Alto är en kommun i Brasilien.   Den ligger i delstaten São Paulo, i den sydöstra delen av landet, 900 km söder om huvudstaden Brasília. Antalet invånare är 17 533.
Följande samhällen finns i Capela do Alto:
- Capela do Alto

Trakten runt Capela do Alto består i huvudsak av gräsmarker. Runt Capela do Alto är det ganska tätbefolkat, med 86 invånare per kvadratkilometer.